# Politikåret 1829

## Händelser
- 4 mars - Andrew Jackson tillträder som USA:s president.[1]
- 18 augusti - Erik Johan Bergenschöld efterträder avlidne Fredrik Gyllenborg som Sveriges justitiestatsminister.[2]
- 31 augusti - Mathias Rosenblad tillträder som Sveriges justitiestatsminister.[2]

### Fotnoter
1. ↑  ”United States of America” (på engelska). World Statesmen. http://www.worldstatesmen.org/United_States.html. Läst 30 juli 2015.
2. 1 2  ”Sweden” (på engelska). World Statesmen. http://www.worldstatesmen.org/Sweden.html. Läst 30 juli 2015.